# Elyra larusalis
Elyra larusalis là một loài bướm đêm trong họ Noctuidae.